# Orsolobidae
Orsolobidae – rodzina pająków z infrarzędu Araneomorphae i nadrodziny Dysderoidea.
Takson ten wprowadzony został w 1965 przez Johna Cooke jako plemię Orsolobini w obrębie komórczakowatych. Raymond Forster i Norman I. Platnick w 1985 redefiniowali go i wynieśli do rangi osobnej rodziny. 
Długość ciała tych pająków nie przekracza 7 mm. Mają niski, zwężony z przodu karapaks z sześciorgiem oczu (zanikły przednio-środkowe), z których przednio-boczne i tylno-środkowe tworzą prosty rząd. Wyjątkiem tu jest tylko całkowicie bezoki rodzaj Anopsolobus. Pionowo ustawione szczękoczułki mają zwykle po dwa ząbki na każdej krawędzi. Endyty są dobrze rozwinięte, położone równolegle i zaopatrzone w pojedynczy rząd ząbków. Sternum jest szerokie, warga dolna zaś znacznie dłuższa niż szersza. Owalną opistosomę pokrywają krótkie szczecinki, pomiędzy którymi widoczny jest oskórek. Na opistosomie znajdują się dwie blisko położone pary dużych przetchlinek: przednia prowadzi do płucotchawek, tylna do osobnych tchawek rozchodzących się po prosomie i opistosomie. Tylna para przetchlinek leży w około 1/6 odległości od bruzdy epigastrycznej do kądziołków przędnych. Brak siteczka przędnego. Smukłe odnóża porastają długie szczecinki. Charakteryzują się wyniesionymi, położonymi subdystalnie organami tarsalnymi, grzebieniowanymi na obu krawędziach pazurkami i wyraźnym onychium. U samców nogogłaszczki z gruszkowatym bulbusem i spłaszczonym brzusznie cymbium o okrągłym otworze położonym na proksymalnej powierzchni.
Rodzina ta zasiedla południową półkulę. Znana z Australii, Tasmanii, Nowej Zelandii, Wysp Auckland, Wysp Campbella, Falklandów, Argentyny, Chile, Brazylii i Afryki Południowej
Zalicza się tu 30 rodzajów:
- Afrilobus Griswold et Platnick, 1987
- Anopsolobus Forster et Platnick, 1985
- Ascuta Forster, 1956
- Australia Forster et Platnick, 1985
- Azanialobus Griswold et Platnick, 1987
- Basibulbus Ott, Platnick, Berniker et Bonaldo, 2013
- Bealeyia Forster et Platnick, 1985
- Calculus Purcell, 1910
- Chileolobus Forster et Platnick, 1985
- Cornifalx Hickman, 1979
- Dugdalea Forster et Platnick, 1985
- Duripelta Forster, 1956
- Falklandia Forster et Platnick, 1985
- Hickmanolobus Forster et Platnick, 1985
- Losdolobus Platnick et Brescovit, 1994
- Mallecolobus Forster et Platnick, 1985
- Maoriata Forster et Platnick, 1985
- Orongia Forster et Platnick, 1985
- Orsolobus Simon, 1893
- Osornolobus Forster et Platnick, 1985
- Paralobus Forster et Platnick, 1985
- Pounamuella Forster et Platnick, 1985
- Subantarctia Forster, 1955
- Tangata Forster et Platnick, 1985
- Tasmanoonops Hickman, 1930
- Tautukua Forster et Platnick, 1985
- Turretia Forster et Platnick, 1985
- Waiporia Forster et Platnick, 1985
- Waipoua Forster et Platnick, 1985
- Wiltonia Forster et Platnick, 1985